# Jenna von Oÿ
Jenna von Oÿ (ur. 2 maja 1977 w Connecticut, USA) – amerykańska aktorka i piosenkarka muzyki country. Wystąpiła w serialach stacji UPN Blossom jako Six LeMeure oraz w sitcomie Egzamin z życia (The Parkers) jako Stevie van Lowe.